# Sachsenhausen, Frankfurt am Main
Artikeln behandlar stadsdelen i Frankfurt am Main, Hessen. För andra betydelser, se Sachsenhausen.
Sachsenhausen är en stadsdel i Frankfurt am Main, Tyskland. Tidigare var det en självständig stad i södra Hessen. 
Med sina 55 422 invånare (2008) är Sachsenhausen den näst största stadsdel i Frankfurt.
- Wikimedia Commons har media som rör Sachsenhausen, Frankfurt am Main.